# Historisches Museum der Stadt Bielefeld

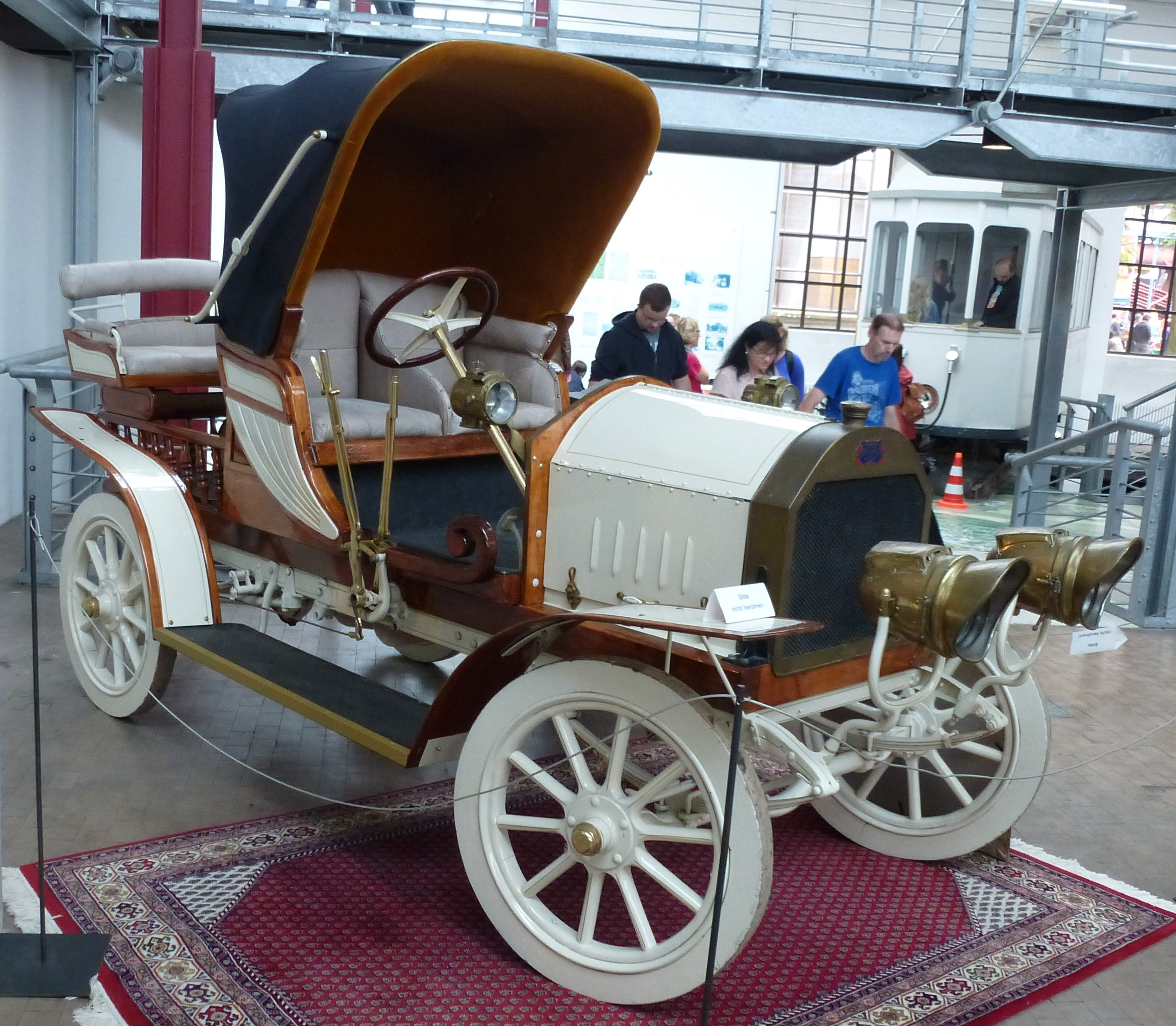
Dürkopp

Das Historische Museum der Stadt Bielefeld zeigt die Geschichte der Stadt Bielefeld und der Region Ostwestfalen-Lippe mit einem Schwerpunkt auf der Industriegeschichte. Es wurde im Mai 1994 eröffnet. Die Ausstellung ist in einigen Hallen der ehemaligen Ravensberger Spinnerei untergebracht, wodurch es den Besucher in die Atmosphäre der Industrialisierung eintauchen lässt.
1995 erhielt das Museum für seine vorbildliche Ausstellung von Kraft- und Dampfmaschinen als weltweit bester Darstellung der Industrialisierung und ihrer Sozialgeschichte als erstes europäisches Museum den Dibner Award. Der von der Society for the History of Technology (SHOT) vergebene Preis ist nach dem US-amerikanischen Industriellen und Technikhistoriker Bern Dibner benannt.
Eine Motor-Kehrmaschine von 1934 aus der Sammlung wurde im November 1999 als Denkmal des Monats in Westfalen-Lippe ausgezeichnet.
Das Museum war 2002 die zweite Station der überarbeiteten Wehrmachtsausstellung und besitzt ein umfangreiches Fotoarchiv.

## Lage
- Ravensberger Park 2, 33607 Bielefeld